# Cécile de Multedo
Cécile de Multedo est née le 11 janvier 1887 à Paris et morte le 23 janvier 1974 à Saint-Malo. Elle était une poétesse et écrivaine française du début du XXe siècle connue pour ses œuvres inspirées par la Tunisie où elle a vécu durant plusieurs années. Originaire de Corse, elle a contribué à la littérature française avec ses poèmes et contes empreints d'exotisme et d'émotion,. Elle a également donné des conférences en tant que présidente de l'Alliance française à Tunis pour la promotion de la culture française,,,.

## Œuvres
Parmi ses œuvres les plus notables, on peut citer :
- Le Chant des mosquées (1927) : Un recueil de poèmes qui a établi sa réputation d'auteure inspirée par les paysages et la culture nord-africaine.
- Mirages et Chimères (1930) : Publié chez Messein, cet ouvrage combine des poèmes et des contes africains, remarqués pour leur "frémissante exaltation"[10],[11].

## Style et thèmes
L'écriture de Cécile de Multedo se caractérise par :
- une forte inspiration africaine, en particulier nord-africaine
- une sensibilité poétique prononcée
- un mélange de poésie et de prose, comme en témoigne "Mirages et chimères"[13]
- une exaltation émotionnelle dans ses descriptions et narrations[10].

## Contexte littéraire
Cécile de Multedo s'inscrit dans la lignée des écrivains français inspirés par le monde arabe au début du XXe siècle, Elle fait partie des auteures qui ont contribué à enrichir la littérature française avec des perspectives et des imageries issues de leurs expériences ou de leur fascination pour le continent africain.
Son œuvre peut être considérée aux côtés d'autres écrivaines de son époque qui ont exploré des thèmes similaires, comme Isabelle Eberhardt, également mentionnée pour ses écrits sur l'Afrique.